# Artificio de fuego

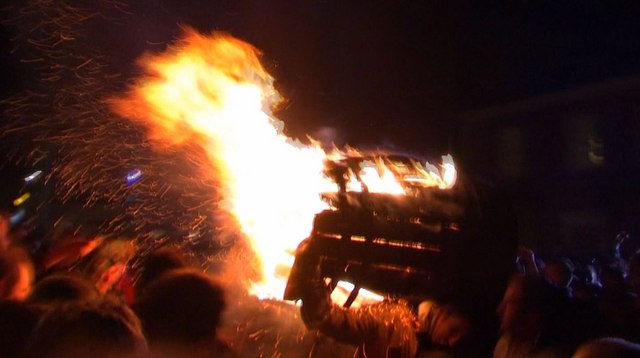
Lanzamiento de tonel alquitranado

Se llama artificio de fuego al elemento que conteniendo mixto o material inflamable es empleado en la guerra. 
Se utiliza bien para incendiar edificios, puentes, barcas, almacenes, depósitos de pólvora, estacadas, etc., bien para alumbrar fosos, trincheras, etc. Los antiguos conocían ya los mixtos incendiarios para estos mismos fines, si bien se fueron perfeccionando con el paso de los siglos. En estos fuegos solían tener cabida el alquitrán, el azufre, el salitre, el aguarrás y otras sustancias que arden con rapidez. 
Entre los artificios de fuego se encuentran el tonel alquitranado, el aro embreado, la fajina embreada, la corbata de fuego, etc. 